# Dagmar Rom
Dagmar Rom (* 16. Juni 1928 in Innsbruck; † 13. Oktober 2022 ebenda) war eine österreichische Skirennläuferin. Sie wurde 1950 Weltmeisterin im Slalom und im Riesenslalom.

## Biografie
Rom begann im Alter von drei Jahren mit dem Skisport. Bereits als Kind gewann sie erste Rennen, wobei sie sich auch gegen die gleichaltrigen Burschen behaupten konnte. Während des Zweiten Weltkrieges bestanden jedoch immer weniger Möglichkeiten zum Skilauf, weshalb sie sich zunächst auf ihre schulische Ausbildung konzentrierte und erfolgreich maturierte.
Nach dem Krieg gehörte sie sehr schnell zur österreichischen Spitze und feierte im Winter 1946/47 ihre ersten Erfolge: In Davos gewann sie Slalom, Abfahrt und Kombination (wurde somit "Akademische Weltmeisterin"), wurde Zweite in der Madloch-Abfahrt von Lech und Österreichische Meisterin im Abfahrtslauf. 1947/48 wurde sie Zweite im Slalom von Lech und Dritte in den Slaloms von Sölden und Zell am See und qualifizierte sich damit für die Olympischen Winterspiele 1948 in St. Moritz. Dort kam sie jedoch im Abfahrtstraining schwer zu Sturz und erlitt einen Bänderriss, worauf sie die Saison vorzeitig beenden musste. Im nächsten Winter fand sie wieder zu alter Form zurück, schaffte zwei Podestplätze bei den Arlberg-Kandahar-Rennen in St. Anton und siegte in der Abfahrt von Seefeld.
Im Winter 1949/50 gewann Rom zunächst den Slalom von St. Anton und wurde Zweite im Slalom von Lech. Bei den Weltmeisterschaften 1950 in Aspen feierte die damals 21-Jährige ihre größten Erfolge: Sowohl im Slalom als auch im Riesenslalom gewann sie die Goldmedaille und wurde Doppelweltmeisterin. Damit trug sie entscheidenden Anteil an den insgesamt sechs Medaillen der österreichischen Skidamen. Bei den anschließenden Nordamerikarennen konnte sie in Banff bei den US-amerikanischen- und kanadischen Meisterschaften zweimal den Slalom, zweimal die Kombination und einmal die Abfahrt gewinnen. Aufgrund ihrer großen Erfolge bei der WM wurde sie zu Jahresende als Österreichs Sportlerin des Jahres ausgezeichnet.
Im folgenden Winter bestritt Rom keine internationalen Rennen. Mit ihrem damaligen Lebensgefährten Egon Schöpf eröffnete sie ein Sportgeschäft in Seefeld. Ihre hohe Popularität brachte ihr auch eine Hauptrolle in Harald Reinls Film Nacht am Mont Blanc an der Seite von Dietmar Schönherr und Oskar Sima. Trotz ihrer einjährigen Wettkampfpause gelangen ihr bei den Österreichischen Meisterschaften 1952 zwei Siege im Slalom und Riesenslalom, womit sie auch bei den Olympischen Spielen in Oslo teilnehmen konnte. Es gab zuvor aber noch Fragen um ihren Amateurstatus, doch dürfte dies von der FIS bei einer Sitzung in Bern Mitte Januar 1952 geklärt worden sein, wonach es keine missbräuchliche Verwendung von Fotos von Rennläufern für Reklamezwecke geben dürfe. Vorerst war nämlich ihr Weltmeistertitel für ihren Film verwendet, danach aber überklebt worden und ein internationales Komitee war zur Prüfung eingesetzt worden, ob Rom gegen die Amateurbestimmungen verstoßen habe. Bei den Spielen gewann sie überraschend die Silbermedaille im Riesenslalom hinter der US-Amerikanerin Andrea Mead-Lawrence und in der Abfahrt erreichte sie den respektablen fünften Platz.
Unmittelbar nach den Spielen heiratete Rom den Journalisten Günter Peis und bekam noch im selben Jahr ihr erstes Kind. In den nächsten beiden Jahren nahm sie deshalb an keinen Rennen teil. Im Winter 1954/55 versuchte sie ein Comeback und erreichte dabei den sechsten Rang im Slalom von Kitzbühel. Nachdem sie 1955 zum zweiten Mal Mutter geworden war, beendete Rom ihre sportliche Karriere endgültig. 1963 übernahmen Dagmar Rom und ihr Sohn Mario die Hauptrollen in der Fernsehserie Mario.

## Sportliche Erfolge

### Olympische Winterspiele
- Oslo 1952: 2. Riesenslalom, 5. Abfahrt, 36. Slalom

### Weltmeisterschaften
- Aspen 1950: 1. Slalom, 1. Riesenslalom, 9. Abfahrt
- Oslo 1952 : 2. Riesenslalom, 5. Abfahrt, 36. Slalom

### Österreichische Meisterschaften
- Dreifache Österreichische Meisterin (Abfahrt 1947, Slalom und Riesenslalom 1952)

## Auszeichnungen
- Österreichs Sportlerin des Jahres 1950